# Jung Bu-kyung
Jung Bu-kyung (kor. 정부경; ur. 26 maja 1978) – południowokoreański judoka. Srebrny medalista olimpijski z Sydney 2000, w wadze ekstralekkiej.
Mistrz Azji w 1999 i 2003. Wicemistrz igrzysk Azji Wschodniej w 2001. Triumfator akademickich MŚ w 1998 roku.

## Letnie Igrzyska Olimpijskie 2000
| Konkurencja | Rundy eliminacyjne       | Rundy eliminacyjne             | Rundy eliminacyjne       | Runda finałowa            | Runda finałowa          | Klas. końcowa |
| Konkurencja | Przeciwnik I             | Przeciwnik II                  | Przeciwnik III           | 1/2                       | Finał                   | Miejsce       |
| ----------- | ------------------------ | ------------------------------ | ------------------------ | ------------------------- | ----------------------- | ------------- |
| 60 kg       | Nestor Chergiani (GEO) Z | Dordżpalmyn Narmandach (MGL) Z | Bazarbiek Donbaj (KAZ) Z | Alisher Mukhtarov (UZB) Z | Tadahiro Nomura (JPN) P | 2.            |